# Malswick
Malswick – osada w Anglii, w hrabstwie Gloucestershire, w dystrykcie Forest of Dean, w civil parish Newent. Leży 11 km od miasta Gloucester. W 1870-72 osada liczyła 225 mieszkańców.